# Osage Township (comté de Bates, Missouri)
Pour les articles homonymes, voir Osage Township et Osage.
Osage Township est un township du comté de Bates dans le Missouri, aux États-Unis,. En 2000, le township comptait une population de 1 837 habitants. Il est baptisé en référence à la rivière Osage.

## Source de la traduction
- (en) Cet article est partiellement ou en totalité issu de l’article de Wikipédia en anglais intitulé « Osage Township, Bates County, Missouri » (voir la liste des auteurs).